# Liste der australischen Botschafter in Chile
Der Botschafter in Buenos Aires ist regelmäßig auch bei den Regierungen in Bogotá, Lima, La Paz und Quito akkreditiert.
Die Adresse der Botschaft ist Isidora Goyenechea 3621, 13. Stock, Las Condes, Santiago de Chile.
| Ernannt       | Akkreditiert  | Name                       | Bemerkungen | ernannt während der Regierung von | akkreditiert während der Regierung von | Posten verlassen |
| ------------- | ------------- | -------------------------- | --- | --------------------------------- | -------------------------------------- | ---------------- |
| Dez. 1945     | 23. Aug. 1946 | John Schiels Duncan        | [ 1 ] | Ben Chifley                       | Juan Antonio Ríos Morales              |                  |
| 1969          |               | Noël Deschamps             | W.R.Carney Geschäftsträger in Lima | John Gorton                       | Eduardo Frei Montalva                  | 1974             |
| 1969          |               | Cavan Hogue                | | John Gorton                       | Eduardo Frei Montalva                  |                  |
| 1976          |               | Ian Edmond Nicholson       | (* 29. November 1932 in Hamilton) besuchte die Grammar School in Camberwell studierte an der Universität Melbourne war 1988 Botschafter in Stockholm | Malcolm Fraser                    | Augusto Pinochet                       |                  |
| 1979          |               | Gerald Silas Frank Harding | (* 19. November 1925) Sohn von F. L. Harding, Grammar School in Geelong, Bachelor University of Melbourne 1944–1945 R.A.A.F. 1944–1945, 1951 Verteidigungsministerium anschließend Versorgungsministerium und Außenministerium 1983 Botschafter in Lima | Malcolm Fraser                    | Augusto Pinochet                       |                  |
| 3. Juni 1983  |               | William Kevin Flanagan     | | Bob Hawke                         | Augusto Pinochet                       |                  |
| 1987          |               | Malcolm Dan                | (* 27. Mai 1933) Sohn von Dorothea und J A Dan, joba, Bachelor, В Ее. Studierte am Cranbrook Sen. 1980–1984. Botschafter in Buenos Aires. | Bob Hawke                         | Augusto Pinochet                       |                  |
| 1992          |               | Mathew Peek                | 1995: Botschafter in Kopenhagen | Paul Keating                      | Patricio Aylwin Azócar                 |                  |
| 1996          |               | Ken Berry                  | | John Howard                       | Eduardo Frei Ruiz-Tagle                |                  |
| 16. Mai 1997  |               | Susan Tanner               | | John Howard                       | Eduardo Frei Ruiz-Tagle                |                  |
| 5. Aug. 1999  |               | John Campbell              | mit Nichtgebietsakkreditierung in Peru und Bolivien | John Howard                       | Eduardo Frei Ruiz-Tagle                |                  |
| 2002          |               | Elizabeth Schick           | | John Howard                       | Ricardo Lagos Escobar                  |                  |
| 2006          |               | Crispin Conroy             | (* 1963) | John Howard                       | Michelle Bachelet                      |                  |
| 24. Feb. 2009 |               | Virginia Greville          | in Lima, Bogotá, Quito und La Paz akkreditiert. | Kevin Rudd                        | Michelle Bachelet                      |                  |
| 29. Mai 2012  |               | Tim Kane                   | In Bogotá, Quito und Caracas akkreditiert | Julia Gillard                     | Michelle Bachelet                      |                  |
| 2016          |               | Robert Fergusson           | | Malcolm Turnbull                  |                                        | 2020             |
| Februar 2020  |               | Todd Mercer                | | Scott Morrison                    |                                        |                  |